# Cristian Ghica
Cristian Ghica (n. 7 iulie 1969

, Ploiești, România) este un senator român, ales în 2016.  
Cristian Ghica a absolvit Facultatea Transporturi, Secția Autovehicule Rutiere, Universitatea Politehnică București în 1994. Ulterior, a condus mai multe societăți comerciale până în 2016 când a fost ales senator USR în circumscripția București.

## Legi inițiate sau co-inițiate de Cristian Ghica
1. Debirocratizare. Lege pentru eliminarea ștampilei din instituțiile publice
Legea nr. 169 din 7 octombrie 2019 elimină obligativitatea utilizării ștampilei în instituțiile publice (cu excepția parafelor stabilite prin legi speciale). Ștampilele nu mai erau obligatorii de câțiva ani pentru privați. Însă în administrația publică, ele erau încă intens folosite. Prin această lege se face un pas important către digitalizarea și simplificarea birocrației. Atâta vreme cât ștampila nu mai este obligatorie, documentele vor putea circula mai ușor, nu va mai fi necesar exemplarul ”original” și totul va putea fi trimis și primit online, cu semnătură electronică. Legea a fost inițiată de senatorul USR Cristian Ghica.

2. Siguranță în școli. Lege pentru expertizarea seismică a imobilelor unităților de învățământ
Legea nr. 170 din 7 octombrie 2019 stabilește că primăriile sunt obligate să realizeze până la 1 ianuarie 2021 expertize privind siguranța la cutremur pentru școlile construite înainte de 1978. Legea a fost inițiată de senatorul USR Cristian Ghica.

3. Registrul hărțuitorilor. Lege pentru înființarea registrului național al celor care au comis infracțiuni sexuale
Prin Legea nr. 118 din 20 iunie 2019 a fost înființat Registrul național automatizat cu privire la persoanele care au comis infracțiuni sexuale, de exploatare a unor persoane sau asupra minorilor. În această bază de date vor fi trecuți toți cei care au fost sancționați sau condamnați pentru astfel de fapte. Cei care intră în contact cu copiii sau cu persoanele vulnerabile vor trebui să prezinte un Certificat de integritate comportamentală la angajare. La această lege, senatorul USR Cristian Ghia a fost co-inițiator.

4. Stop hărțuirii. Lege pentru interzicerea hărțuirii în spațiul public
Legea nr. 232 din 2 august 2018 interzice explicit hărțuirea sexuală și hărțuirea psihologică în spațiul public și privat. Astfel de fapte vor putea fi sancționate cu amenzi cuprinse între 3.000 și 10.000 de lei. La această lege, senatorul USR Cristian Ghica a fost co-inițiator.

5. Sănătate pentru toți. Lege pentru asigurarea accesului egal la servicii medicale pentru persoanele fără acte de identitate
Legea nr. 186 din 17 octombrie 2019 stabilește acces nediscriminatoriu la servicii medicale pentru persoanele care nu au CNP. Aceste persoane vor putea fi înscrise în registrele de evidență a populației și vor avea astfel acces la servicii medicale în acord cu legislația în vigoare. În România sunt peste 150.000 de persoane fără documente de identitate, majoritatea lor fiind copii. Acest act normativ remediază problemă celor care, pentru că nu aveau acte, aveau mari dificultăți în a beneficia de servicii medicale. La această lege, senatorul USR Cristian Ghica a fost co-inițiator.

6. Spitalizare pentru victime. Lege privind plata spitalizării victimelor agresiunilor și ale accidentelor de către cei vinovați
Legea nr. 256 din 24 decembrie 2019 corectează o lacună legislativă care genera situații absurde, în care victimele erau date în judecată pentru ca statul să-și recupereze cheltuielile cu spitalizarea.  Potrivit acestei legi, cheltuielile efective ocazionate de asistența medicală acordată nu pot fi recuperate de la victimele agresiunilor sau ale accidentelor cu autor neidentificabil. La această lege, senatorul Cristian Ghica a fost co-inițiator.

## Proiecte legislative inițiate de Cristian Ghica
1. Digitalizarea administrației. Proiect de lege pentru eliminarea hârtiilor din instituții
Prin acest proiect, instituțiile publice din România vor fi obligate să elimine hârtiile din circuitul birocratic și să le înlocuiască cu documente în format electronic. Potrivit noii inițiative, comunicarea în interiorul instituțiilor și în relația cu alte instituții se va face exclusiv electronic. Autoritățile vor comunica în format fizic, prin documente pe hârtie doar în relația cu cetățenii care solicită în mod explicit acest lucru. Astfel, persoanele care nu dispun de un terminal pe care să poată vizualiza documentele electronice sau care nu au cunoștințele minime de utilizare a noilor tehnologii vor putea să interacționeze cu instituțiile așa cum au făcut-o și până acum, pe baza documentelor în format fizic. Însă pentru toți ceilalți cetățeni, comunicarea se va face exclusiv online. Sistemele și procedurile ce vor fi dezvoltate de autoritățile publice vor face posibilă utilizarea identificării la distanță prin mijloace electronice, utilizarea certificatelor digitale calificate și generalizarea interacțiunilor cu administrația publică prin Punctul de Contact Unic Electronic. Fiecare cetățean va putea încărca documente în sistem, iar acestea vor fi apoi accesate de către reprezentanții instituțiilor publice responsabile pentru emiterea un anumit document, aviz, autoritățile etc.. Accesarea se va face doar în urma consimțământului exprimat de cetățean și va exista permanent o evidență a instituțiilor și a funcționarilor care au accesat documentele respective. Proiectul a fost inițiat de Cristian Ghica.
2. Siguranță în spitale. Proiecte de lege pentru expertizarea seismică a spitalelor
Prin acest proiect Arhivat în 4 iunie 2020, la Wayback Machine., se stabilește obligația autorităților care au în administrare spitale de a realiza expertize privind rezistența la cutremur. Aceste expertize ar urma să fie realizate doar pentru imobilele construite înainte de 1978. Proiectul a fost inițiat de Cristian Ghica.
3. Reglementarea țigaretelor electronice. Proiect pentru asimilarea tigaretelor electronice celor convenționale, bazate pe arderea tutunului
Potrivit acestui proiect Arhivat în 4 iunie 2020, la Wayback Machine., țigaretele electronice ar fi urmat să fie asimilate în legislație țigaretelor convenționale. Dacă această inițiativă ar deveni lege, atunci toate restricțiile de consum și publicitate care sunt impuse în prezent țigaretelor convenționale se vor aplica și celor electronice. Cercetările medicale arată că utilizarea pe termen lung a țigaretelor electronice este nocivă sau, cel mai bun caz, are efecte încă necunoscute asupra sănătății. Proiectul a fost inițiat de Cristian Ghica.